# دوروتی همیل
دوروتی همیل (انگلیسی: Dorothy Hamill؛ زادهٔ ۲۶ ژوئیهٔ ۱۹۵۶) اسکیت‌باز نمایشی اهل ایالات متحده آمریکا بود.
از افتخارات وی می‌توان به کسب مدال طلا در بازی‌های المپیک زمستانی ۱۹۷۶ اشاره کرد.